# Rewers
Rewers (deutsch: Die Umkehrung/Umkehren) ist ein polnischer Spielfilm des Regisseurs Borys Lankosz aus dem Jahr 2009. Drehbuchautor Andrzej Bart gilt als einer der bedeutendsten zeitgenössischen Schriftsteller Polens. Die Hauptrollen des Films sind mit Agata Buzek, Krystyna Janda, Anna Polony und Marcin Dorociński besetzt.
Die Geschichte der unerfüllten Liebe einer jungen Frau, Angestellte in einem Literaturverlag, wird in zwei Zeitebenen erzählt. Die Rahmenhandlung spielt im Jahr 2008 in Warschau, die rückblickende Haupthandlung im Warschau der Jahre 1952/1953.
Der Film wurde 2010 in Rennen um die Oscars als polnischer Beitrag in der Kategorie „Bester fremdsprachiger Film“ eingereicht.

## Handlung
Die alt gewordene Sabina Jankowska erinnert sich im modernen Warschau beim Warten auf den Besuch ihres einzigen Sohnes, der in den Vereinigten Staaten lebt, zurück an ihre tragische kurze Romanze mit dem Vater ihres Kindes. Es sind die harten Jahre der Stalinzeit, in der Gesellschaft herrscht Angst vor den allgegenwärtigen Spitzeln der Geheimpolizei UB. Die 30-jährige Sabina wohnt bei ihrer Mutter Irena und ihrer Großmutter; die Familie gehört zur Warschauer Vorkriegsintelligenz und steht kritisch zum kommunistischen Regime, was allerdings niemand zu zeigen wagt. Sabina ist zu dieser Zeit in einem Verlag für Lyrik zuständig, doch dürfen ihre Lieblingsdichter, die französischen und russischen Symbolisten nicht verlegt werden, weil sie von der kommunistische Zensur als dekadent angesehen werden. Gold darf zu dieser Zeit nicht in Privatbesitz sein und muss laut einer Verordnung abgegeben werden. Die Familie besitzt einen Golddollar, den Sabina immer wieder verschluckt, nachdem er auf natürlichem Wege wieder ausgeschieden worden ist.
Sabinas Verlobter ist als Widerstandskämpfer im Krieg gefallen, ein neuer Partner ist nicht in Sicht. Deshalb macht sich ihre Mutter, die diese Situation missbilligt, auf die Suche nach einem heiratswilligen Mann. Sie lädt einen der Familie bekannten Buchhalter zum Abendessen ein und wirbt für ihn als soliden Menschen. Doch der Gast betrinkt sich an dem Abend sinnlos, so dass auch die Mutter einsieht, dass er nicht als Ehemann für Sabina in Frage kommt. Die Großmutter steht dieser Art von Suche nach Heiratskandidaten ohnehin skeptisch gegenüber.
An einem Abend wird Sabina auf dem Heimweg vom Verlag von zwei Kleinkriminellen die Handtasche entrissen. Doch ein dritter Mann kommt hinzu, schlägt die beiden Kriminellen nieder und gibt ihr die Tasche zurück. Er stellt sich als Bronisław Falski vor. Sehr bald trifft sich Sabina mit ihm, er ist charmant, sie verliebt sich in ihn. Schließlich lädt sie ihn nach Hause ein, die Mutter ist sehr angetan vom Verehrer der Tochter.
Doch dann meldet sich Bronisław für längere Zeit nicht mehr bei ihr. Sabina wartet sehnsüchtig auf ihn. Als er schließlich doch wieder vor ihrer Tür steht, haben die beiden zwei Stunden Zeit füreinander. Die Mutter ist nicht zu Hause, die Großmutter liegt nebenan krank in ihrem Zimmer. Doch Bronisław ist plötzlich nicht mehr der charmante Herr der ersten Begegnungen. Er vergewaltigt Sabina auf dem Esstisch und fordert anschließend von ihr, dass sie ihren Chef im Verlag bespitzeln soll. Sabina kann die erfahrene Demütigung nicht ertragen, sie träufelt Gift in den Likör für Bronisław. Dieser windet sich unter Schmerzen und stirbt, während Sabina zitternd daneben steht.
Wenig später kommt Sabinas Mutter zurück. Ihr ist schnell klar, dass der Tote ein UB-Agent gewesen sein muss. Nach dem ersten Schock beschließt sie, die Leiche verschwinden zu lassen, da der Familie schwerste Repressalien durch den UB drohen würden, würde man den toten Bronisław bei ihnen finden. Gemeinsam mit Sabina bringt sie die Leiche über das Treppenhaus ins Dachgeschoss, wo ihr gerade abwesender Sohn, der als Restaurateur arbeitet, ein Maleratelier eingerichtet hat. Auf dem Weg dahin werden sie von der Frau des Nachbarn beobachtet. Als die Frau ihren Mann auffordert, Sabina und ihre Mutter anzuzeigen, kommt eine Gruppe von UB-Männern und verhaftet den Nachbarn, der früher Mitglied einer antikommunistischen Organisation war.
In dem Maleratelier legen die beiden Frauen die Leiche in eine große Wanne und schütten mehrere Kanister Salzsäure hinein, die sonst für die Restaurierungsarbeiten gebraucht wird. Als Sabinas Bruder überraschend mit zwei angetrunkenen Freunden auftaucht, decken die Frauen das Becken im Nebenraum schnell mit Bildern ab, darunter Propagandaporträts der kommunistischen Führer. Die Männer laden die Frauen zum Trinken und Tanzen ein; erst als die beiden Freunde völlig betrunken sind, gelingt es, sie hinauszukomplimentieren.
Wenige Tage später verstaut Sabinas Mutter die übrig gebliebenen Knochen des Toten, die der Salzsäure widerstanden haben, in einem Geigenkasten. Sabina bringt diesen zur Baustelle des Warschauer Kulturpalastes. Ein sowjetischer Soldat will sie anhalten, doch sie kann flüchten und verscharrt kurz darauf den Geigenkasten in einem Sandhaufen. Wenig später stellt sich heraus, dass Sabina infolge der Vergewaltigung schwanger ist. Als sie hochschwanger ist, geht sie mit ihrer Mutter durch ihre Straße, als Lautsprecherwagen die Nachricht vom Tode Stalins verkünden. Während die Passanten in der Öffentlichkeit mit gesenktem Kopf stehen bleiben, eilen Mutter und Tochter in einen Hinterhof und umarmen sich jubelnd. Sabinas Freudentanz löst die Wehen aus.
2008 wartet Sabina auf dem Warschauer Flughafen auf ihren Sohn, der aus New York zurückkehrt. An Allerheiligen besucht sie gemeinsam mit dem Sohn, der offenkundig homosexuell ist, und dessen amerikanischem Freund das Familiengrab. Dann lässt sie sich von ihm zum Kulturpalast fahren, wo sie eine Kerze aufstellt. Dem Sohn hat sie früher erzählt, sein  Vater sei ein Widerstandskämpfer gewesen, den die Kommunisten erschossen hätten. Sie behält auch nun, da er erwachsen ist, die wahre Geschichte für sich. Während ihr Sohn seinem Freund eher beiläufig von der kommunistischen Zeit in Polen erzählt, wird offenkundig, dass dieser sich kaum dafür interessiert.

## Produktion

### Produktionsnotizen, Hintergrund
Produziert wurde der Film vom Studio Filmowe Kadr, von Wytwórnia Filmów Dokumentzalnyc i Fabularnych (WFDiF) und von Syrena Film. Die Dreharbeiten fanden in Nowy Swiat, Sródmiescie, Warschau, Masowien in Polen statt.
Die Szenen der in den Jahren 1952 und 1953 spielenden Handlung wurden in Schwarz-Weiß gedreht und mit Original-Wochenschauaufnahmen vermischt; auf diese Weise werden die Parolen der kommunistischen Propaganda dem Alltag der Menschen in der Filmhandlung gegenübergestellt. Die Szenen im Warschau des Jahres 2008 wurden in Farbe gedreht.
Das polnische Wort „rewers“ bezeichnet die Rückseite einer Geldmünze (abgeleitet vom französischen revers). In dem Film hat ein Golddollar eine leitmotivische Bedeutung: Auf seiner Rückseite steht das englische Wort „Liberty“ (Freiheit). Der Titel des Filmes verweist somit auf den Wunsch nach politischer Freiheit, der in der Stalinzeit allerdings nicht ausgesprochen werden durfte.
Die Dollarmünze befindet sich im Besitz der Familie, doch haben die kommunistischen Behörden den Besitz von Devisen verboten. Sabina Jankowska erzählt der Mutter und der Großmutter, dass sie ihn sicher versteckt habe. Sie erzählt aber nicht, dass sie den Golddollar immer wieder verschluckt, was mehrmals in Großaufnahme gezeigt wird, und ihn sorgfältig reinigt, nachdem er auf der Toilette wieder zum Vorschein gekommen ist, was filmisch nur angedeutet wird. Der Golddollar steht somit auch für die Angst der drei Frauen und der gesamten Gesellschaft vor dem UB. Der Antiheld Bronisław Falski schockiert Sabina mit dem Hinweis, dass er nicht nur von der Münze wisse, sondern auch von dem Versteck. Er belegt damit die Furcht vor einem allgegenwärtigen Überwachungsstaat, in dem jeder bis in den intimsten Bereich bespitzelt werden kann. Dabei bleibt offen, woher Bronisławs Wissen stammt.

### Veröffentlichung
Erstmals vorgestellt wurde der Film am 13. Oktober 2009 auf dem Warschauer Filmfestival. Einen Monat später lief er dann allgemein in Polen in den Kinos an. Am 12. Januar 2010 wurde der Film auf dem Palm Springs International Film Festival in den Vereinigten Staaten vorgestellt, am 5. Februar 2010 auf dem Santa Barbara International Film Festival und am 24. Mai 2010 auf dem Seattle International Film Festival. Am 30. Mai 2010 war er einer der Beiträge auf dem Transilvania International Film Festival in Rumänien, im Juli 2010 auf dem Karlovy Vary International Film Festival in der Tschechischen Republik und am 30. September 2010 auf dem Vancouver International Film Festival in Kanada. Des Weiteren war er einer der Beiträge auf folgenden Film Festivals:
- Deutschland: 4. Oktober 2010, Filmfest Hamburg
- Vereinigte Staaten: 9. Oktober 2010, Mill Valley Film Festival
- Frankreich: 24. November 2010, Paris Festival du Film Polonais
- Kanada: 30. November 2010, Ottawa European Union Film Festival
- Kanada: 5. Dezember 2010, Vancouver European Union Film Festival
- Hongkong: 8. September 2011, Polish Film Festival
- Japan: 16. November 2015, Poland Film Festival

Veröffentlicht wurde der Film zudem in der Tschechischen Republik, in Frankreich, in Deutschland unter dem Titel Das Revers, in Ungarn, in Japan, Polen, Russland, Serbien, in der Slowakei und im Vereinigten Königreich.

## Rezeption

### Kritik
Mehrere polnische Filmkritiker bezeichneten den Film als „erste schwarze Komödie über die Stalinzeit“. Der Film wurde mit Filmpreisen überhäuft und von Kritikern und dem Festivalpublikum gleichermaßen gelobt. Im Zusammenhang mit dem Film hieß es beispielsweise: Initiator der neuen polnischen Filmschule, vielversprechender Regisseur des neuen polnischen Kinos, die wahre Entdeckung der letzten Jahre, ein phänomenaler Regisseur. Ein Kritiker verglich Lankosz in einem Artikel in der Zeitschrift Film sogar mit dem polnischen Filmmeister Andrzej Munk.
Dorota Hartwich schrieb bei Cineuropa, das Faszinierende an The Reverse sei nicht nur seine raffinierte Form, sondern vor allem seine intellektuelle Verspieltheit. Der Regisseur werfe Genres auf den Kopf, ebenso wie das übliche Geschichtsbild und die Klischees, dass das menschliche Schicksal von der Realität einer Epoche bestimmt werde. Lankosz entlarve die Grundpfeiler des kommunistischen Systems: Lügen, Kompromisse und Verrat. Dabei bediene er sich, was selten vorkomme, nicht der Heldenperspektive, sondern einer ehrlichen, authentischen und unprätentiösen Sprache.
Auf der Seite der Film Noir schrieb Matthias Merkelbach, Rewers sei „eine dunkle Geschichte von den Zeiten der Not, aber fast ein Pastiche-Thriller im Stil des Film Noir“. Erwähnt werden müsse auch, dass der „eigenwillige Film“ und „dessen rabenschwarzer Humor einerseits genuin Polnisch, seine Dramaturgie andererseits jedoch von Bestleistungen der neueren französischen Komödie beeinflusst“ zu sein scheine. Zugleich liege er „eindeutig im Fahrwasser weiterer Parodien und Hommagen an den klassischen Film Noir“. Eine „überragende Krystyna Janda“ bringe ihn „wiederholt zum Schmunzeln“, sie fülle ihre Rolle mit „einer solchen Energie und einem solchen Gespür für Zwischentöne, dass es eine Freude“ sei. Das abschließende Fazit lautete: „Ein bissiger und selbstbewusster Retro Noir aus Polen, dessen Humor auch ein internationales Publikum anspreche. Sehenswert!“
Welt Online stellte fest: „Ein Film Noire situiert in der Stalinzeit – an sich schon eine fantastische Idee. Hier gewürzt mit humoristischen Überspitzungen und ‚einer der komischsten Mordszenen der Filmgeschichte‘.“
Der Journalist und Filmkritiker Zdzisław Pietrasik befasste sich in Polityka mit dem Film und wählte für seinen Artikel die Überschrift „Geschichte ganz anders“. Dann erläuterte er, dass noch immer erzählt werde, dass der Film Rewers von Borys Lankosz vor vollen Kinosälen gezeigt worden sei, zumindest an den wochenenden. Während der Verführung habe das Publikum mehrfach im Chor gelacht und Bravorufe seien laut geworden, was bei einem polnischen Film seit Urzeiten nicht mehr der Fall gewesen sei. Das Phänomen dieses Filmes beruhe – kurz gesagt – darauf, dass es den Künstlern gelungen sei, den Stalinismus zu entdämonisieren. Die gedruckte Version von Rewers sei allerdings weniger witzig als die Filmversion.

### Auszeichnungen
Beim 34. Polnischen Filmfestival in Gdynia erhielt der Film den Grand Prix in fünf Kategorien:
- „Beste Hauptdarstellerin“ (Agata Buzek)
- „Beste Kameraarbeit“ (Marcin Koszałka)
- „Beste Musik“ (Włodzimierz Pawlik)
- „Beste Nebenrolle“ (Marcin Dorociński)
- „Bestes Make-up“ (Mirosława Wojtczak, Ludmiła Krawczyk, Waldemar Pokromski)

25. Warschauer Filmfestival 2009:
- FIPRESCI-Preis in der Kategorie „Bestes Debüt eines osteuropäischen Films“

32. Moskauer Internationales Filmfestival
- Hauptpreis im Wettbewerb „Perspektywy“ („Silberne St. Georg“-Statuette)

24. Tarnów-Filmpeis, Tarnów 2010
- Publikumspreis, Sonderpreis, gesponsert von Telewizja Kino Polska

Rewers wurde 2010 mit insgesamt acht Polnischen Filmpreisen Orły ausgezeichnet.
- Auszeichnung für den „Besten Film“, „Entdeckung des Jahres (Borys Lankosz)“, „Beste weibliche Hauptrolle“, „Beste weibliche Nebenrolle“, „Bestes Drehbuch“, „Beste Musik“, „Bestes Szenenbild“, „Beste Kostüme“
- Beim Filmfestival Camerimage wurde Kameramann Marcin Koszałka mit dem „Bronzenen Frosch“ ausgezeichnet.[6]